# Номерні знаки Сент-Вінсент і Гренадини
Код Сент-Вінсент і Гренадини для міжнародного руху ТЗ — (WV).
Номерні знаки Сент-Вінсент і Гренадини побудовано з урахуванням британських колоніальних традицій.
- Чинні номерні знаки мають формати А 1234 та АБ123, де А — тип транспортного засобу, Б — серія, 1234 — номер.

## Кодування
- D — дилерські номерні знаки
- Н — прокатний транспорт, таксі
- Р — приватний транспорт
- R — прокатний транспорт
- Т — вантажний транспорт

## Кольорове забарвлення
Комплект номерних знаків може складатися з двох чорних пластин, що містять білі символи. Новіша версія передбачає забарвлення тла передніх пластин білим кольором, задніх — жовтим, з чорними символами в обох випадках. Обидва варіанти є прийнятними при експлуатації.
Дилерські номерні знаки мають червоні символи на білому тлі.
| PA123 |

| P1234 |

| P1234 |

| D123 |